# Guadalupe el Túnel
Guadalupe el Túnel är en ort i Mexiko.   Den ligger i kommunen San Cristobal De Casas och delstaten Chiapas, i den sydöstra delen av landet, 800 km öster om huvudstaden Mexico City. Guadalupe el Túnel ligger 2 047 meter över havet och antalet invånare är 143.
Terrängen runt Guadalupe el Túnel är kuperad åt nordost, men åt sydväst är den bergig. Runt Guadalupe el Túnel är det tätbefolkat, med 459 invånare per kvadratkilometer. Närmaste större samhälle är San Cristóbal de las Casas, 7,0 km norr om Guadalupe el Túnel. Omgivningarna runt Guadalupe el Túnel är en mosaik av jordbruksmark och naturlig växtlighet.